# MGTV
Michigan Government Television, meglio conosciuto come MGTV, è un canale televisivo di pubblici affari evoluto grazie ai provider di televisioni via cavo. Trasmesso su C-SPAN, il programma offre servizi sugli avvenimenti politici svolti nello Stato del Michigan, includendo sedute della Casa dei Rappresentativi del Michigan e del Senato del Michigan. Quando MGTV venne lanciato il 15 luglio 1996 vennero trasmessi servizi sul comitato del Senato e della Casa, riunioni con i superiori della pubblica istruzione, conferenze, interviste ed eventi relativi alle università di Stato.
Nell'ottobre del 1996 MGTV trasmise la sua programmazione dalla Corte suprema del Michigan. Le interviste live alla Camera dei rappresentanti e al Senato del Michigan iniziarono nel 1997.